# روستوکلاتی
روستوکلاتی (به لاتین: Rostoklaty) یک منطقهٔ مسکونی در جمهوری چک است که در ناحیه کولین واقع شده‌است. روستوکلاتی ۷٫۰۲ کیلومتر مربع مساحت و ۴۸۳ نفر جمعیت دارد و ۲۵۵ متر بالاتر از سطح دریا واقع شده‌است.